# Уалапу'е
Уалапу'е насељено је место за статистичке потребе у америчкој савезној држави Хаваји. По попису становништва из 2010. у њему је живело 425 становника.

## Демографија
Према попису становништва из 2010. у граду је живело 425 становника.
| Група             | 2000.  | 2010.      |
| Белци             | . (.%) | 89 (20,9%) |
| Афроамериканци    | . (.%) | 0 (0,0%)   |
| Азијати           | . (.%) | 14 (3,3%)  |
| Хиспаноамериканци | . (.%) | 36 (8,5%)  |
| Укупно            | .      | 425        |